# Прайд Парк Стедіум
«Прайд Парк Стедіум» (англ. Pride Park Stadium) — футбольний стадіон у Дербі, Англія, домашня арена ФК «Дербі Каунті».
Стадіон побудований та відкритий 1997 року. Протягом 2013—2016 років мав комерційну назву «айПро Стедіум».